# Mick Leech
Michael J. Leech, detto Mick (Dublino, 6 agosto 1948), è un allenatore di calcio ed ex calciatore irlandese.

## Carriera

### Calciatore

#### Club
Inizia la carriera nel Limerick, società con cui conquista il sesto posto nella stagione 1965-1966, per poi passare al termine del campionato allo Shamrock Rovers, club con cui vincerà nell'arco della sua militanza (1966-1973) tre coppe d'Irlanda, una League of Ireland Shield, una Dublin City Cup ed una Blaxnit Cup. Con i Rovers partecipa anche alla Coppa delle Coppe 1966-1967, con cui raggiunge gli ottavi di finale. Nella stagione 1968-1969 ottiene il titolo di capocannoniere del torneo con 19 reti segnate.
Nell'estate 1967, con lo Shamrock Rovers, Leech disputò il campionato nordamericano organizzato dalla United Soccer Association: accadde infatti che tale campionato fu disputato da formazioni europee e sudamericane per conto delle franchigie ufficialmente iscritte al campionato, che per ragioni di tempo non avevano potuto allestire le proprie squadre. Lo Shamrock rappresentò i Boston Rovers, e chiuse al sesto ed ultimo posto della Eastern Division, con 2 vittorie, 3 pareggi e 7 sconfitte, non qualificandosi per la finale (vinta dai Los Angeles Wolves, rappresentati dai Wolverhampton).
Nel 1973 viene ingaggiato dal Waterford con cui vince nel 1974 la prima edizione della League of Ireland Cup, battendo in finale il Finn Harps.
Nel 1976 torna per una stagione allo Shamrock Rovers, società con cui la sua seconda League of Ireland Cup, battendo in finale lo Sligo Rovers.
Nella stagione 1977-1978 Leech viene ingaggiato dai Bohemians, con cui si aggiudica il suo primo campionato irlandese.
Nel 1978 passa al Drogheda Utd, società in cui giocherà due stagioni, ottenendo come miglior piazzamento il terzo posto nella stagione 1978-1979.
Nella stagione 1980-1981 è in forza al St Patrick's, con cui otterrà l'ottavo posto finale.
La stagione seguente passa al Dundalk, con cui vince il suo secondo campionato. Leech chiuderà la carriera agonistica al Dundalk nel 1983.

#### Nazionale
Ha giocato otto incontri con la nazionale dell'Irlanda tra il 1969 ed il 1972, segnando due reti. Leech debuttò in nazionale contro la Cecoslovacchia nel 1969.

##### Cronologia presenze e reti in nazionale
| Cronologia completa delle presenze e delle reti in nazionale ― Irlanda | Cronologia completa delle presenze e delle reti in nazionale ― Irlanda | Cronologia completa delle presenze e delle reti in nazionale ― Irlanda | Cronologia completa delle presenze e delle reti in nazionale ― Irlanda | Cronologia completa delle presenze e delle reti in nazionale ― Irlanda | Cronologia completa delle presenze e delle reti in nazionale ― Irlanda | Cronologia completa delle presenze e delle reti in nazionale ― Irlanda | Cronologia completa delle presenze e delle reti in nazionale ― Irlanda |
| Data                                                                   | Città                                                                  | In casa                                                                | Risultato                                                              | Ospiti                                                                 | Competizione                                                           | Reti                                                                   | Note                                                                   |
| ---------------------------------------------------------------------- | ---------------------------------------------------------------------- | ---------------------------------------------------------------------- | ---------------------------------------------------------------------- | ---------------------------------------------------------------------- | ---------------------------------------------------------------------- | ---------------------------------------------------------------------- | ---------------------------------------------------------------------- |
| 4-5-1969                                                               | Dublino                                                                | Irlanda                                                                | 1 – 2                                                                  | Cecoslovacchia                                                         | Qual. mondiali 1970                                                    | -                                                                      | 44’                                                                    |
| 27-5-1969                                                              | Copenaghen                                                             | Danimarca                                                              | 2 – 0                                                                  | Irlanda                                                                | Qual. mondiali 1970                                                    | -                                                                      |                                                                        |
| 8-6-1969                                                               | Dublino                                                                | Irlanda                                                                | 1 – 2                                                                  | Ungheria                                                               | Qual. mondiali 1970                                                    | -                                                                      |                                                                        |
| 10-10-1971                                                             | Linz                                                                   | Austria                                                                | 6 – 0                                                                  | Irlanda                                                                | Qual. europei 1972                                                     | -                                                                      |                                                                        |
| 11-6-1972                                                              | Recife                                                                 | Iran                                                                   | 1 – 2                                                                  | Irlanda                                                                | Coppa d'Indipendenza Brasiliana                                        | 1                                                                      | 78’                                                                    |
| 18-6-1972                                                              | Natal                                                                  | Ecuador                                                                | 2 – 3                                                                  | Irlanda                                                                | Coppa d'Indipendenza Brasiliana                                        | -                                                                      | 46’                                                                    |
| 25-6-1972                                                              | Recife                                                                 | Portogallo                                                             | 2 – 1                                                                  | Irlanda                                                                | Coppa d'Indipendenza Brasiliana                                        | 1                                                                      |                                                                        |
| 18-10-1972                                                             | Dublino                                                                | Irlanda                                                                | 1 – 2                                                                  | Unione Sovietica                                                       | Qual. mondiali 1974                                                    | -                                                                      | 62’                                                                    |
| Totale                                                                 |                                                                        | Presenze                                                               | 8                                                                      |                                                                        | Reti                                                                   | 2                                                                      |                                                                        |

### Allenatore
Nel 1990 allena l'Athlone Town. Lasciato il mondo di calcio lavorò per la Guinness.

## Palmarès

### Giocatore

#### Club
- Campionato irlandese: 2

Bohemians: 1977-1978
Dundalk: 1981-1982
- Coppa d'Irlanda: 3

Shamrock Rovers: 1966-1967, 1967-1968, 1968-1969
- League of Ireland Shield: 1

Shamrock Rovers: 1967-1968
- Dublin City Cup: 1

Shamrock Rovers:1966-1967
- Blaxnit Cup: 1

Shamrock Rovers: 1967-1968
- League of Ireland Cup: 1

Waterford: 1973-1974
Shamrock Rovers: 1976-1977

#### Individuali
- Capocannoniere del campionato irlandese: 1

1968-1969 (19 gol)